# П-43

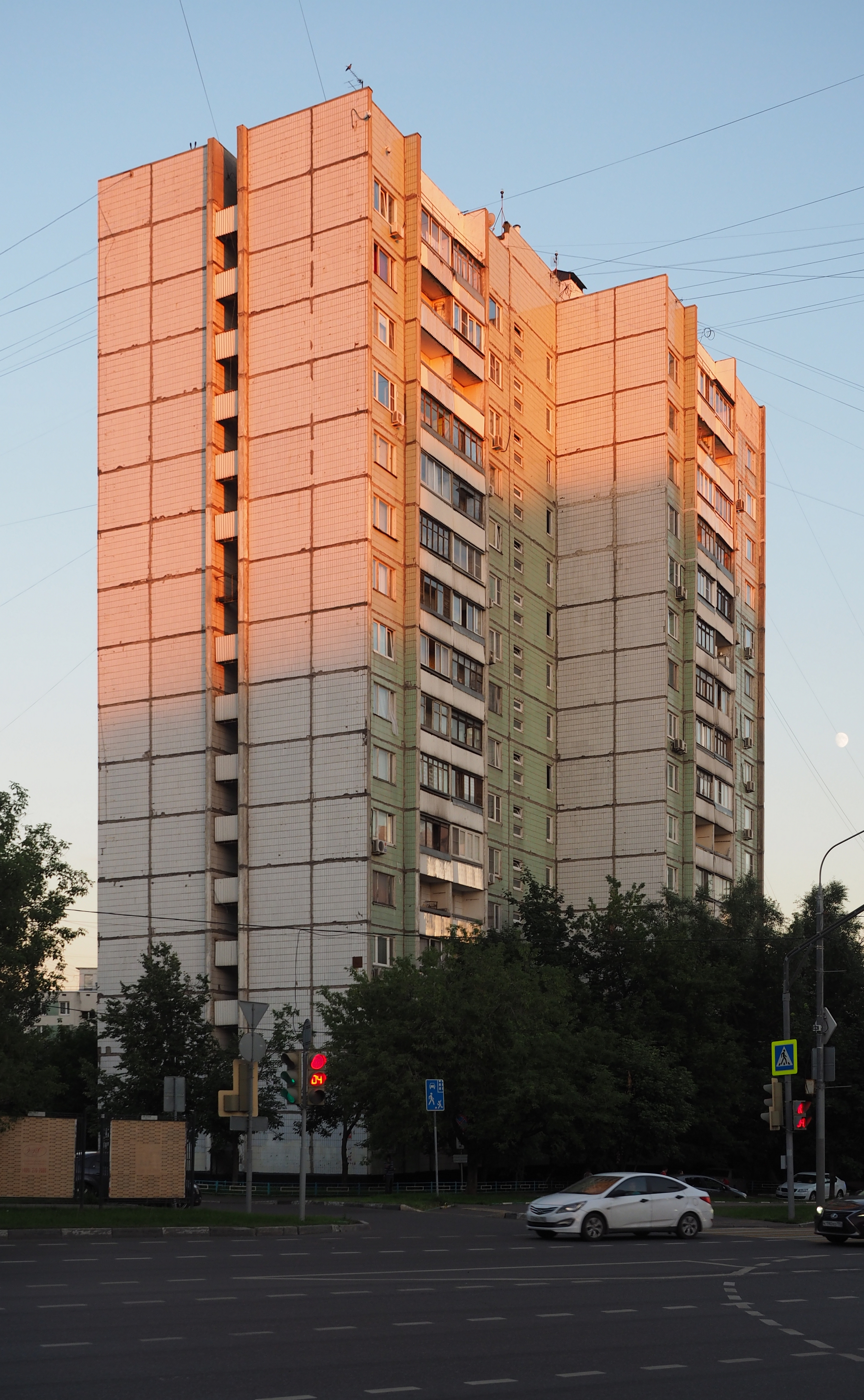
Московский дом П-43 постройки 1983 года

П-43  — одна из типовых серий жилых домов. Это здания башенного типа точечной застройки. Период строительства таких домов приходился на 1972—1985 годы, это так называемые «брежневские» постройки. В Москве панельные дома серии П-43 построены в большинстве районов жилищного строительства второй половины 1970-х-начала 1980-х. Было решено прекратить строительство домов этой серии в связи с завершением производства панелей соответствующего типа, и перейти на серию П-44 с лучшими планировками трехкомнатных квартир.

## Описание
По сравнению с серией П-4 были увеличены площади квартир и кухонь, а также высота потолков. Дома серии П-43 иногда по количеству этажей обозначаются П-43/16.
В домах серии П-43 инженерные коммуникации размещены на специальном техническом этаже и в подвальных помещениях.
Достоинствами таких построек является наличие сравнительно просторных кухонь, наличие изолированности комнат, а также грузо-пассажирский лифт.
Из недостатков отмечают слабую теплоизоляцию и низкое качество швов в отдельных корпусах.

## Основные характеристики
| Количество секций (подъездов) | 1 подъезд. запасный выход отсутствует |
| Этажность                     | 16, с первым жилым этажом             |
| Высота потолков               | 2,64                                  |
| Лифты                         | пассажирский и грузо-пассажирский     |
| Балконы                       | есть во всех квартирах                |
| Количество квартир на этаже   | 8                                     |
| Перспектива сноса             | Сносу не подлежат                     |

## Площади квартир
| Комнатность          | Общая, м² | Жилая, м² | Кухня, м² |
| 1-комнатная квартира | 35.92     | 19.1      | 8.2       |
| 2-комнатная квартира | 52.28     | 30.8      | 8.2-8.4   |
| 3-комнатная квартира | 65.9      | 40.65     | 8.4       |

## Строительные конструкции
| Лестницы                                | незадымляемые, 2 противопожарных балкона, выход на которые расположены в торцах общего межквартирного коридора |
| Мусоропровод                            | с загрузочным клапаном между этажами                                                                           |
| Вентиляция                              | естественная вытяжная на кухне и в санузле                                                                     |
| Наружные стены                          | керамзитобетонные однослойные панели (35 см.)                                                                  |
| Межкомнатные и межквартиные перегородки | гипсобетонные перегородки — 12 см                                                                              |
| Междуэтажные перекрытия                 | сплошные железобетонные плиты (14 см.)                                                                         |
| Несущие стены                           | наружные и межквартирные                                                                                       |
| Тип кровли                              | плоская с внутренним водостоком, покрытие рулонное                                                             |

## Примечание
1. ↑  Шерешевский И.А. Конструкции гражданских зданий. — М.: Архитектура-С, 2005.